# Olga Gołowkina
Olga Giennadjewna Gołowkina (ros. Ольга Геннадьевна Головкина; ur. 17 grudnia 1986 w Permie) – rosyjska lekkoatletka, specjalizująca się w biegach długodystansowych.
W 2013 została zdyskwalifikowana na dwa lata za stosowanie niedozwolonego dopingu (do 1 sierpnia 2015).

## Największe osiągnięcia
| Rok  | Rodzaj zawodów                          | Miasto    | Konkurencja                | Lokata      | Wynik    |
| ---- | --------------------------------------- | --------- | -------------------------- | ----------- | -------- |
| 2010 | Mistrzostwa Europy                      | Barcelona | bieg na 5000 m             | 9. miejsce  | 15:31,11 |
| 2010 | Mistrzostwa Europy w przełajach         | Albufeira | bieg przełajowy na 8,17 km | 25. miejsce | 28:21    |
| 2012 | Mistrzostwa Europy                      | Helsinki  | bieg na 5000 m             | 1. miejsce  | 15:11,70 |
| 2012 | Igrzyska olimpijskie                    | Londyn    | bieg na 5000 m             | 9. miejsce  | 15:17,88 |
| 2013 | Superliga drużynowych mistrzostw Europy | Gateshead | bieg na 5000 m             | 1. miejsce  | 15:32,45 |
| 2013 | Uniwersjada                             | Kazań     | bieg na 5000 m             | 2. miejsce  | 15:43,77 |

Złota medalistka mistrzostw Rosji.

## Rekordy życiowe
- bieg na 1500 metrów – 4:06,75 (2011)
- bieg na 5000 metrów – 15:05,26 (2012)